# Irving Ravetch
Irving Dover Ravetch (* 14. November 1920 in Newark, New Jersey; † 19. September 2010 in Los Angeles, Kalifornien) war ein US-amerikanischer Drehbuchautor.

## Leben
Ravetch studierte Literatur an der University of California, Los Angeles und agierte dort in Theaterproduktionen. Anschließend nahm er an einem Kurs für junge Drehbuchautoren der MGM Studios teil. Dabei lernte er seine spätere Frau und Kollegin Harriet Frank Jr. kennen, die er 1946 heiratete. Im Jahr darauf schrieb er für Living in a big way sein erstes verfilmtes Drehbuch, dem bis Ende der 1980er Jahre etwa zwanzig weitere folgen sollten. Besonders häufig arbeitete er mit dem Regisseur Martin Ritt zusammen, den er auch für die Verfilmung von Der lange heiße Sommer vorgeschlagen hatte; Ravetch hatte zusammen mit William Faulkner den Roman in ein Drehbuch umgearbeitet.
Für Der Wildeste unter Tausend waren Ravetch und Frank für den Oscar nominiert; sie wurden mit dem New York Film Critics Circle Award und dem Writers Guild of America Award ausgezeichnet. Erneut nominiert waren sie für Norma Rae im Jahr 1980; auch bei den Golden Globes blieb es jedoch bei einer Nominierung.
Neben seiner Filmarbeit schrieb Ravetch auch immer wieder Stücke, die am Broadway aufgeführt wurden.

## Filmografie (Auswahl)
- 1947: Liebe auf den zweiten Blick (Living in a Big Way)
- 1950: Blutiger Staub (The Outriders)
- 1951: Tal der Rache (Vengeance Valley)
- 1955: Im Schatten des Galgens (Run for Cover)
- 1958: Der lange heiße Sommer (The Long, Hot Summer)
- 1959: Fluch des Südens (The Sound and the Fury)
- 1960: Das Erbe des Blutes (Home from the Hill)
- 1960: Das Dunkel am Ende der Treppe (The Dark at the Top of the Stairs)
- 1963: Der Wildeste unter Tausend (Hud)
- 1967: Man nannte ihn Hombre (Hombre)
- 1968: Jedes Kartenhaus zerbricht (House of Cards)
- 1969: Der Gauner (The Reivers)
- 1972: Die Cowboys (The Cowboys)
- 1972: Der Mörder im weißen Mantel (The Carey Treatment)
- 1974: Abschied von einer Insel (Conrack)
- 1974: Vier Vögel am Galgen (The Spikes Gang)
- 1979: Norma Rae – Eine Frau steht ihren Mann (Norma Rae)
- 1985: Die zweite Wahl – Eine Romanze (Murphy’s Romance)
- 1990: Stanley & Iris (Stanley & Iris)